# Tamang

Siedlungsgebiete der Ethnien in Nepal

Die Tamang (auch Murmi oder Bhotiya)  sind eine in Nepal lebende ethnische Gruppe tibetobirmanischen Ursprungs. Das Hauptsiedlungsgebiet des Volkes befindet sich in ethnischen Inseln nördlich, westlich und (süd)östlich von dem der Newar um das Kathmandutal. Sie stellen mit 1.540.000 Mitgliedern gut fünf Prozent der Bevölkerung Nepals, also etwas mehr als die Newar. 
Eine Verwandtschaft der Tamangsprachen zu Tibetanisch, der Sprache der Newar und der der Sherpa ist gegeben. Gegenseitige Verständlichkeit existiert jedoch nicht mehr. Die Sprachen der Tamang stellen eigentlich einen Dialektcluster dar, der drei Hauptcluster kennt, die untereinander ebenfalls teils nur sehr schwer verständlich sind.  
Der Name Tamang bedeutet auf Tibetanisch so viel wie Pferdehändler, was vermuten lässt, dass die Tamang ursprünglich aus dem Norden kamen und Pferdehandel mit den Newar betrieben. Später (vor etwa 1000 Jahren) siedelte man sich wohl dort an und die beiden Völker begannen sich zu vermischen.
Die Haupteinkommensquelle der Mehrheit der Bewohner der Dörfer der Tamang liegt im landwirtschaftlichen Bereich, wobei es sich oft nur um Subsistenzwirtschaft handelt. Jedoch gibt es eine Tradition der Beschäftigung als Lastenträger für einheimische Händler (Meist Newar oder Gurung) für junge Mitglieder der Gemeinschaft.
Der soziale Status innerhalb der nepalesischen Gesellschaft ist niedrig. Bis in die Sechzigerjahre des 20. Jahrhunderts war es ihnen verboten, Regierungsposten anzunehmen. 
Wie manche Angehörigen der Sherpa sind auch manche der Tamang gute Bergsteiger und -führer; viele Angehörige des Volkes verdienen ihr Geld heute als Träger im Trekkingbusiness. Manche Tamang werden auch zum Dienst in den Britisch-Indischen Gurkha-Regimenten rekrutiert. 
Die Tamang gehören der tibetanischen Form des Buddhismus und des Lamaismus an, gemischt mit Elementen aus dem vorbuddhistischen Bön. Aufgrund ihrer Nähe zu den Newar kann auch ein leichter hinduistischer Einfluss in ihren Ritualen erkannt werden.
In vielen Dörfern gibt es einen Jhankri (Schamanen), der hauptsächlich die Funktion eines Heilers ausfüllt (besonders der nach dem lokalen Aberglauben an Dämonen ausgelösten, oft auch psychischen Erkrankungen), während ein Lama als Ausführender der buddhistischen Riten und als buddhistischer Lehrer fungiert.
Viele Tamang-Clans verbieten die Heirat von Angehörigen eines anderen Volkes; andere erlauben nur Ehen mit Gurung, Magar, Newar und Chhettri. Auch das Heiraten von Angehörigen des eigenen Clans oder bestimmter anderer Clans innerhalb der Tamang ist nach komplexen Regeln zum Teil tabu. Ihr Vererbungssystem ist patrilinear. 

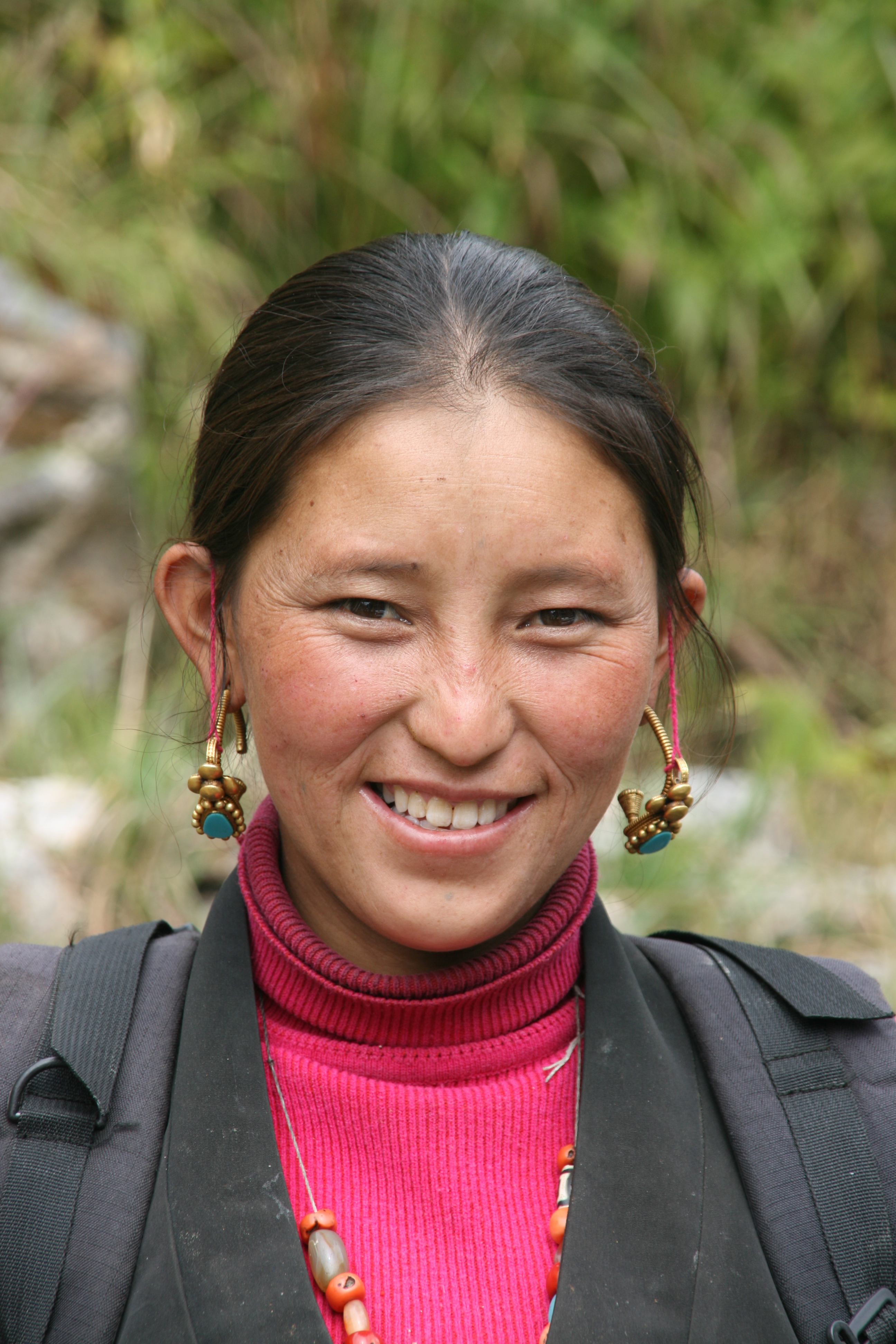
Angehörige der Tamang
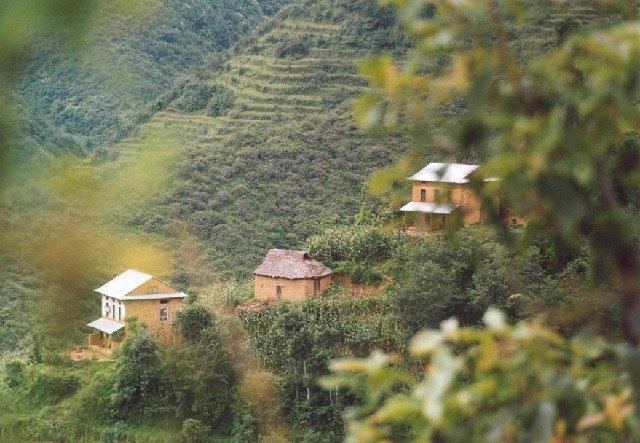
Gebirgsdorf der Tamang
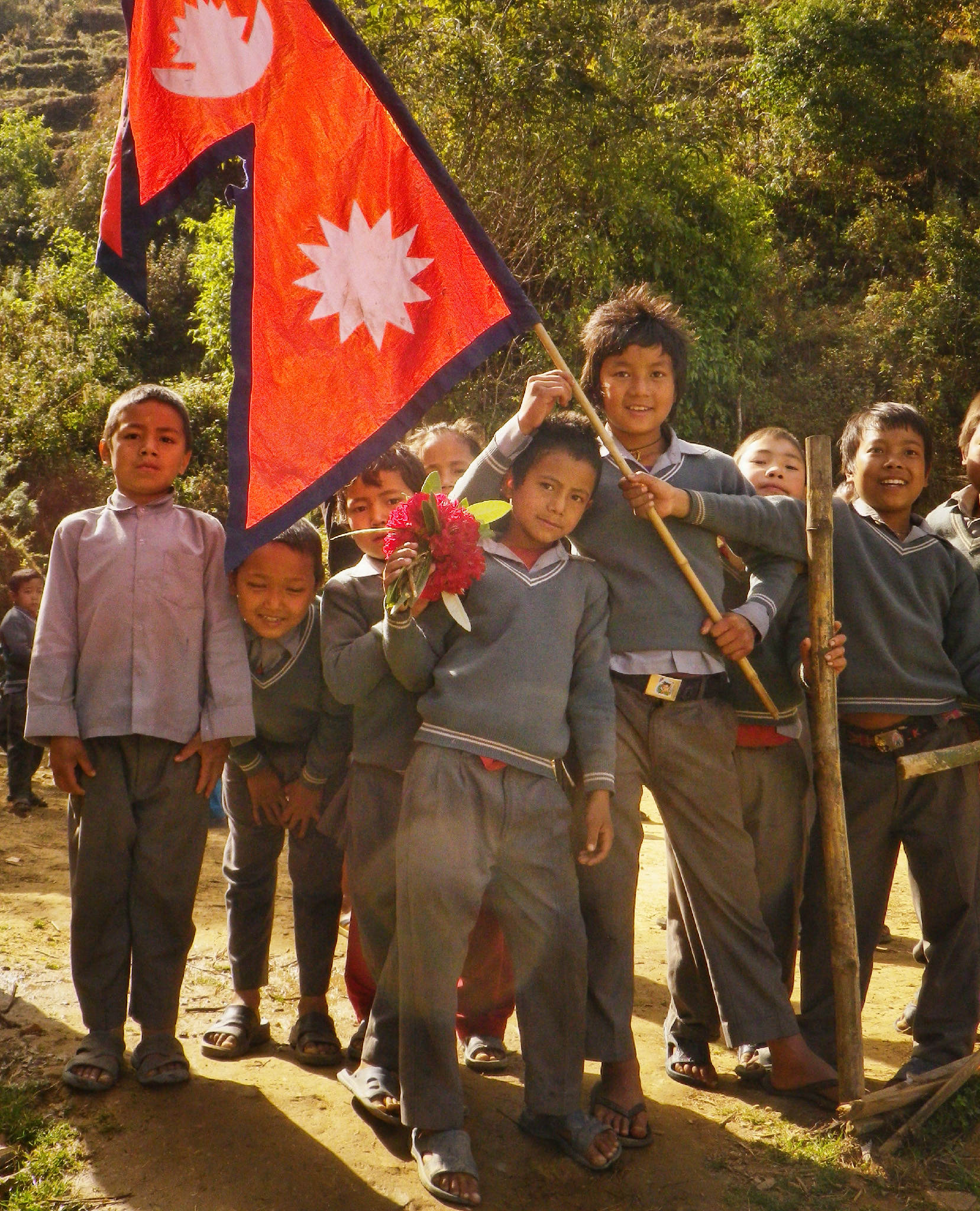
Schüler einer Grundschule in Tistung im Gebiet der Tamang
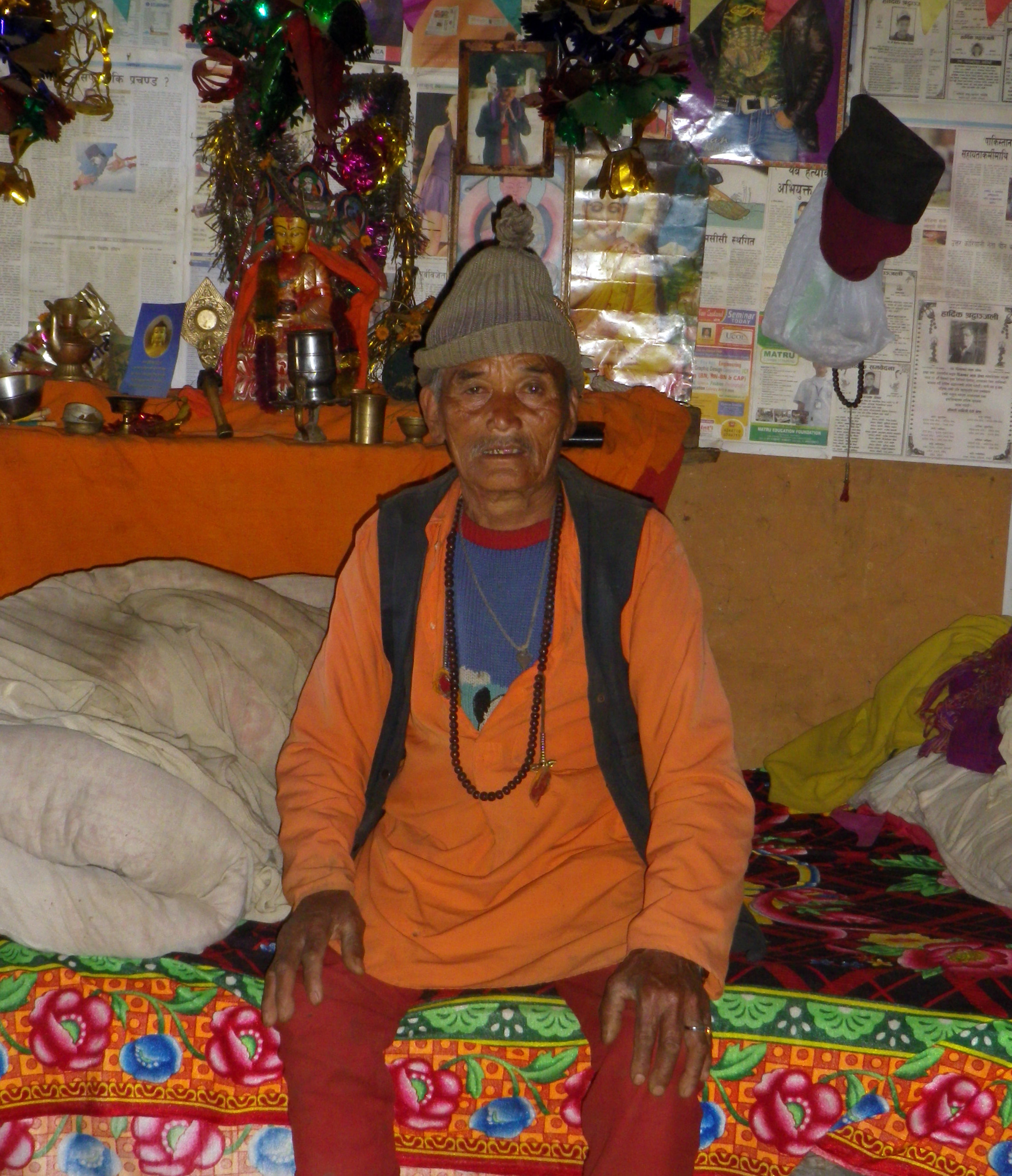
Buddhistischer Lama der Tamang